# خوسيه لويس مارتي
خوسيه لويس مارتي سولير (بالإسبانية: José Luis Martí)‏، من مواليد 28 ابريل 1975 في مايوركا في إسبانيا، لاعب كرة قدم إسباني.
بدأ مسيرته الكروية مع نادي مايوركا في موسم 1999/2000، وشارك معهم في مباراة واحدة، وفي عام 2000 انتقل إلى نادي تنريفي، ولعب معهم حتى عام 2003، وشارك معهم في 35 مباراة، ومنذ عام 2003 وهو يلعب مع نادي إشبيلية.

## روابط خارجية
- خوسيه لويس مارتي على موقع الاتحاد الأوربي (الإنجليزية)
- خوسيه لويس مارتي على موقع قاعدة بيانات كرة القدم.إي يو (الإنجليزية)
- خوسيه لويس مارتي على موقع ليكيب (الفرنسية)
- خوسيه لويس مارتي على موقع Soccerway.com (الإنجليزية)
- خوسيه لويس مارتي على موقع عالم كرة القدم.نت (الإنجليزية)
- خوسيه لويس مارتي على موقع AS.com (الإسبانية)